# Europium(III)-phosphat
Europium(III)-phosphat (Eu[PO4]) ist eine chemische Verbindung aus Europium und der Phosphorsäure. Neben Europium(III)-phosphat (Eu[PO4]) existieren auch noch das divalente Europium(II)-phosphat (Eu3[PO4]2) sowie ein gemischtvalentes Europium(II,III)-phosphat (Eu3Eu[PO4]3).

## Gewinnung und Darstellung
Europium(III)-phosphat kann aus Europium(III)-oxid mit Hilfe eines Sol-Gel-Verfahrens hergestellt werden. Zuerst wird das Europium(III)-oxid in einer äquimolaren Menge an Salpetersäure gelöst und anschließend mit 10%igem Überschuss Phosphorsäure versetzt. Es wird noch Ammoniakwasser hinzugegeben, um den pH-Wert auf 4 zu regulieren und das Gel zu bilden. Das Ganze wird mit Wasser gewaschen und für 24 Stunden auf 1473 K erhitzt.

## Eigenschaften
Europium(III)-phosphat ist isotyp zu Ce[PO4] und kristallisiert im Monazit Strukturtyp, in der Raumgruppe P21/n (Raumgruppen-Nr. 14, Stellung 2) mit den Gitterparametern a = 668,13(10), b = 686,18(9), c = 634,91(8) pm und β = 103,96(1)° mit vier Formeleinheiten pro Elementarzelle.
Die Wärmekapazität von Europium(III)-phosphat beträgt bei 298,15 K 111,5 J·K−1·mol−1.
Das Kompressionsmodul von Europium(III)-phosphat beträgt 159(2) GPa.